# Gian Battista Mantegazzi
Gian Battista Mantegazzi (Riva San Vitale, 23 ottobre 1889 – Zurigo, 9 febbraio 1958) è stato un compositore e direttore di banda svizzero-italiano.

## Biografia
Iniziò suonando il trombone e il flicorno tenore nella Filarmonica Liberale del borgo natale e nella Fanfara militare del Battaglione 94. Studiò quindi presso il Conservatorio di Ginevra e, trasferitosi in Italia, presso il Conservatorio Giovanni Battista Martini di Bologna.
Rientrato in Svizzera per le sue scelte politiche avverse al regime fascista, fu direttore della Filarmonica di Riva San Vitale, della Stadtmusik di Sciaffusa e soprattutto della Arbeitermusik e della Stadtmusik di Zurigo.
Autore di musica per banda, tra le sue composizioni più famose vi sono la marcia Bellinzona e il "Festspiel" Sacra Terra del Ticino, eseguito in prima assoluta all'Esposizione Nazionale di Zurigo del 1939, diretto dall'autore.
Durante la seconda guerra mondiale, fu direttore della "Armée-Symphonie-Spiel".

## Composizioni

### Per orchestra
- Canti per la mia terra, prima collezione di canzoni popolari, versi di Ulisse Pocobelli (Glauco) ed Enrico Talamona (1934)
- Sacra terra del Ticino, su testo di Guido Calgari

### Per banda
- Inno del Ticino, adottato dal Dipartimento della pubblica educazione, per coro e banda, versi di Luigi Bazzi (1924)
- Frisch weg! (1929)
- Marcia Munot (1929)
- Salut à Paris, marcia militare (1929)
- Ticino, inno di festa (1929)
- Leggenda, intermezzo (1930)
- Bellinzona, marcia (1930)
- Zürcher Standschützenmarsch, marcia dei carabinieri (1935)
- Sacra terra del Ticino, per lo spettacolo ticinese dell'Esposizione Nazionale di Zurigo (1939)
- Blühende Wiesen - Prati in fiori, serenata (1941)
- Heer und Haus, marcia (1941)
- Thétis, ouverture (1945)
- Am jungen Rhein - Au jeune Rhin, ouverture (1949)
- Du meiner Väter Land Inno per coro e banda, versi di Martin Schmid (1950)
- Festmarsch, marcia di festa (1951)
- Schaffhauser-Festmarsch, (1951)
- Capri, serenata (1955)
- Turicensis (1957)
- Patrie, preludio (1957)
- Bundesfeier 1941
- Canto della terra dalla "Sacra terra del Ticino"
- Defilier-Marsch
- Die Wacht am Simplon
- Festung Sargans
- Fribourg
- Gandria
- Genova la superba
- Gross Zürich
- Heroischer Marsch Bundesfeier
- II Seminatore
- L'Imperatore
- Noi siamo Ticinesi
- Pace et Lavoro, ouverture
- Poema dell'Alpe, poema sinfonico
- Romantica, ouverture